# Golf von Carpentaria

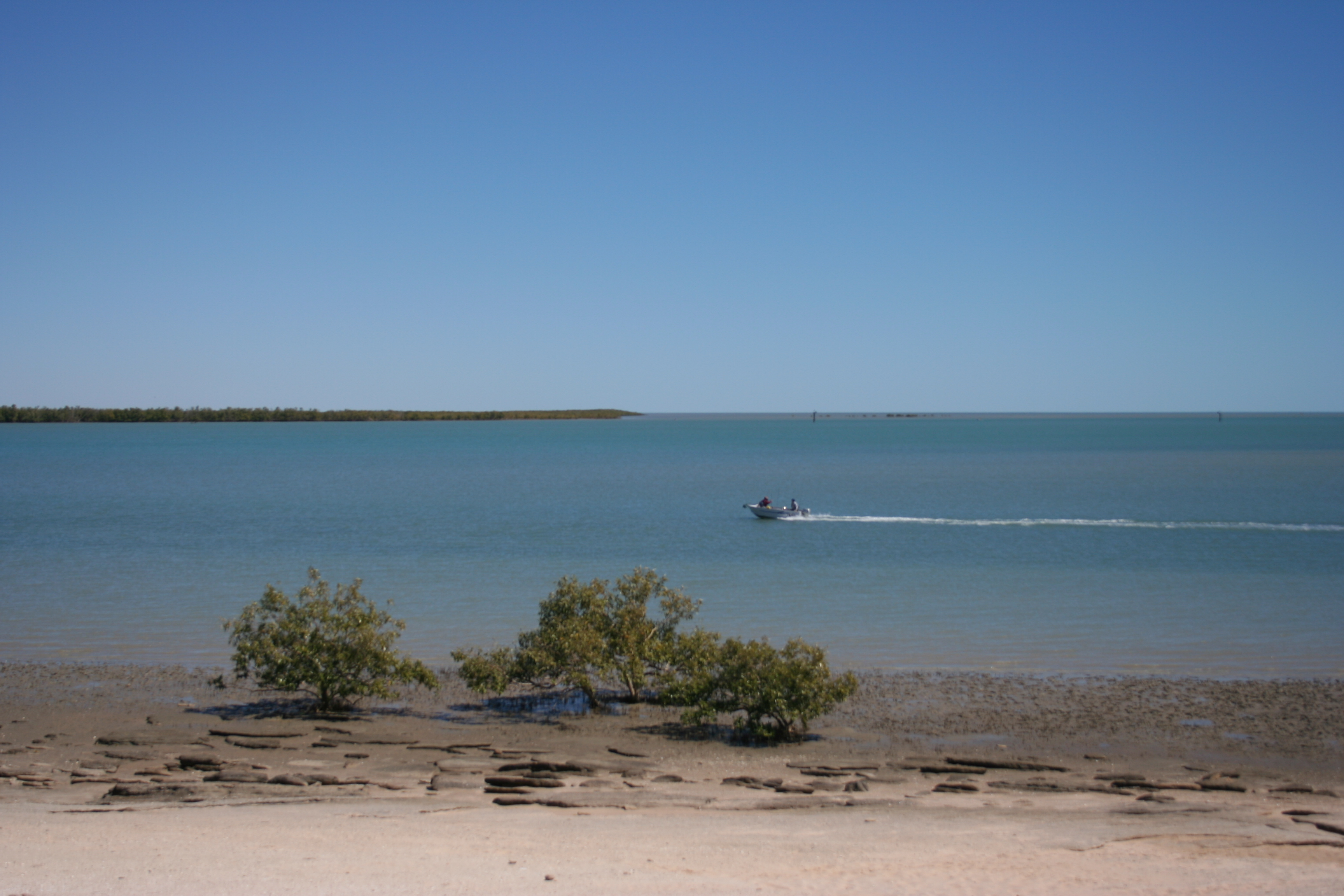
Küste bei Karumba

Der Golf von Carpentaria ist eine große, flache Meeresbucht, die sich prägnant in die Küste Nordaustraliens einschneidet und östlich von der Torres-Straße begrenzt wird. Nördlich der Bucht liegt die Arafurasee, die Meerenge zwischen Australien und Neuguinea, die durch eine imaginäre, rund 590 Kilometer lange Linie zwischen Cape Arnhem, dem östlichsten Punkt von Arnhemland (wenig südlich von Bremer Island), und Slade Point, einem Landvorsprung im Norden der Kap-York-Halbinsel, rund 50 Kilometer südwestlich von Kap York abgegrenzt wird. Der Golf zählt zum Australasiatischen Mittelmeer und somit zum Pazifischen Ozean.

## Geographie
An der breitesten Stelle ist der Golf von Carpentaria 675 Kilometer breit. Die Ausdehnung in Nord-Süd-Richtung beträgt rund 700 Kilometer. Die Fläche des Golfs beträgt rund 300.000 km². Im Schnitt ist der Golf zwischen 55 und 66 Meter tief. Sein tiefster Punkt liegt lediglich 82 Meter unter der Meeresoberfläche. Die küstennahen Gewässer sind meist sehr flach und von Untiefen geprägt. Die Strömungen im Golf sind vor allem von den Gezeiten und den vorherrschenden Winden geprägt. In geologischen Zeitdimensionen ist der Golf noch jung, denn während der letzten Eiszeit war es noch trockenes Land.
Das Land, das den Golf umgibt, ist generell flach und niedrig gelegen. Insbesondere die Ostküste entlang der Kap-York-Halbinsel ist flach und recht gradlinig. Die Westküste entlang des Arnhemlands am Top End des Northern Territorys und weiter südlich ist etwas hügeliger und weist mehrere Buchten und Inseln auf. Mit einer Fläche von 2.260 km² ist die vor Arnhemland gelegene Groote Eylandt die größte Insel im Golf. Zwischen Groote Eylandt und dem Arnhemland liegen diverse kleine Inselchen. Am südlichen Ende des Golfs liegen die 22 Wellesley-Inseln. Mornington Island ist mit 1002 km² die größte Insel dieser Gruppe. Die rund 50 Inseln der Sir-Edward-Pellew-Inseln liegen vor dem Südwestufer. Zu ihnen gehört etwa das zum Nationalpark (Barranyi-(North-Island)-Nationalpark) erklärte North Island.
Der Golf von Carpentaria ist entlang seiner ganzen Küste kaum erschlossen. Der größte Ort an der Bucht ist Weipa. Die Bergbaustadt mit rund 3.000 Einwohnern liegt etwa 250 Kilometer südlich von Cape York. Der Hafen ist Umschlagsplatz für die Bauxit-Bergwerke der Umgebung und Heimat einer kleinen Fischereiflotte, die vor allem Garnelen fängt. Auf Mornington Island leben rund 1000 Einwohner. Die Region südlich des Golfes – also der Nordwesten Queenslands und die angrenzenden Gebiete im Northern Territory – wird allgemein als Gulf Country bezeichnet. Die Südspitze der Bucht ist wegen Sümpfen und Mangroven kaum zugänglich. Siedlungen wie Burketown oder Normanton liegen an Flüssen rund 30 Kilometer von der Küste entfernt. Karumba mit rund 500 Einwohnern an der Mündung des Norman River gelegen ist der einzige Ort in dieser Gegend direkt an der Küste. Wichtige Flüsse in dieser Region sind Nicholson River, sein Zufluss Gregory River, Leichhardt River, Flinders River, Norman River und Gilbert River. Große Mündungsflüsse am östlichen Ufer sind der Mitchell River, Holroyd River, Staaten River, Wenlock River und Archer River. Im Arnhemland gehört der Roper River zu den größeren Zuflüssen.

## Klima

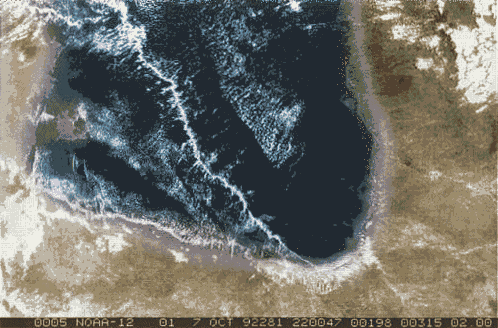
Morning Glory Cloud über dem Südenende des Golfs

Das Klima ist subtropisch heiß und feucht. Es gibt zwei Jahreszeiten, die Trockenzeit von April bis November und die Regenzeit von Dezember bis März. Beide sind geprägt vom Monsun, trockener, oft starker Südostwind im Winter, regenbringender Nordwestwind im Sommer. Der meiste Niederschlag konzentriert sich auf zwei bis drei Monate. Zyklone kommen regelmäßig vor. Während der Regenzeit sind viele küstennahe Gebiete überflutet. Im gesamten Umland des Golfes gibt es keine Berge. Daher konzentriert sich der Niederschlag nicht auf die Küstengebiete, sondern nimmt langsam zum Landesinneren hin ab.
In den Monaten August bis November sind Morning Glory Clouds ein häufiges Wetterphänomen über dem Süden des Golfs. Diese Rollenden Wolken sind mehrere Hundert Kilometer lang, aber nur ein bis zwei Kilometer breit und hoch. Sie bewegen sich mit einer Geschwindigkeit von bis zu 60 km/h vorwärts und entstehen über der Kap-York-Halbinsel.

## Fauna und Flora

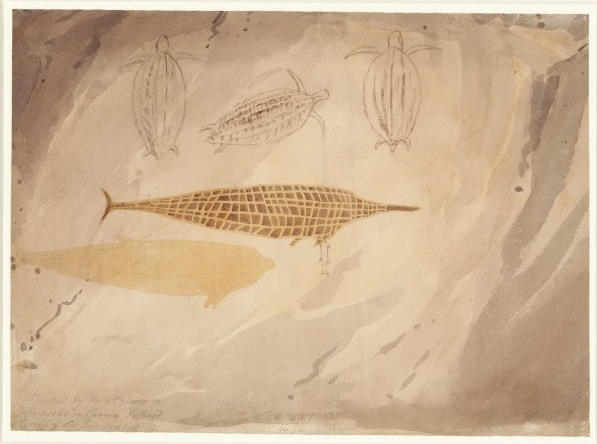
Zeichnung von Felsmalereien der Aborigines auf Chasm Island, einer Insel der Inselgruppe Groote Eylandt

Die Gewässer und Küsten des Golfs von Carpentaria sind noch oft naturbelassen und kaum von Menschen beeinflusst. Fauna und Flora im und außerhalb des Wassers sind vom subtropischen Klima geprägt. Mit rund 17.000 Tieren ist der Golf Heimat einer der größten Populationen von Dugongs. Eine dem Whites Seepferdchen ähnliche Art gilt als noch unbeschrieben.

## Geschichte

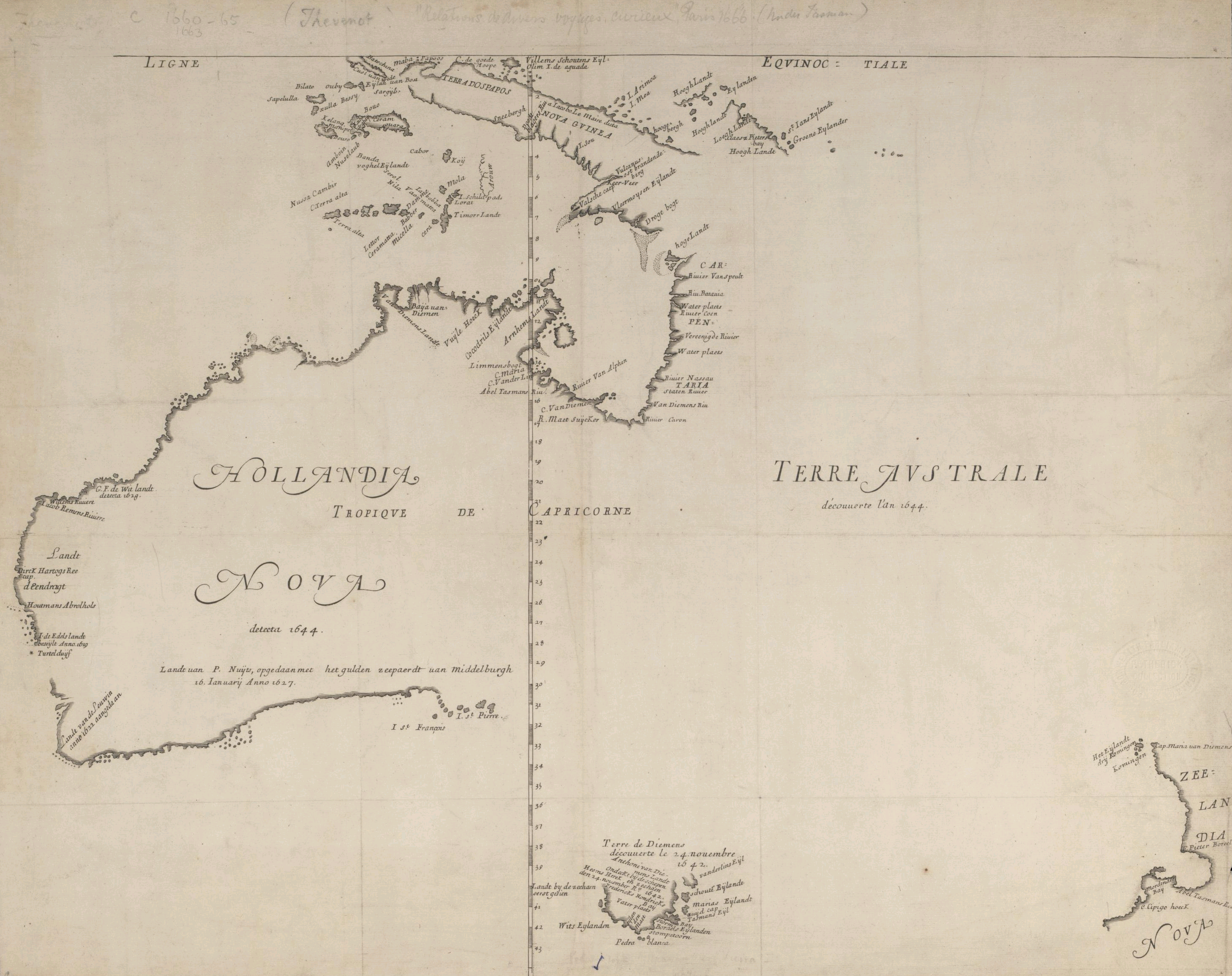
Melchisédech Thévenots Karte von „Neu Holland“ aus dem Jahr 1663 – die Ostküste des Golfs ist mit CARPENTARIA beschriftet. Die Karte ist eine Kopie einer Arbeit von Joan Blaeu aus dem Jahr 1659. Sie beruht auf den Reisen von Willem Janszoon und Abel Tasman.

Mornington Island wird seit etwa 10.000 Jahren von Aborigines bewohnt. Auch andere Küstenabschnitte und Inseln sind nachweislich schon lange von Stämmen der Aborigines besiedelt. Viele Stämme der Aborigines bestehen noch heute, auch wenn sie oft nur aus weniger als 100 Personen bestehen.
Der erste europäische Entdecker, der diese Region besuchte, war der holländische Kapitän Willem Janszoon im Jahre 1606. Er sollte mit seinem Schiff Duyfken im Auftrag der Niederländischen Ostindien-Kompanie neue Handelsplätze in Südostasien erkunden. Er folgte dabei der Küste Neuguineas, musste nach Süden ausweichen und landete in Australien, ohne sich seiner Entdeckung bewusst zu werden. Sein Landsmann Jan Carstensz folgte 1623 und nannte das Ostufer des Golfs Carpentaria, nach Pieter de Carpentier, dem damaligen Generalgouverneur von Niederländisch-Ostindien. 1644 erkundete Abel Tasman die Küste Nordaustraliens.
Kartiert und weiter erkundet wurde die Region von Matthew Flinders in den Jahren 1802 und 1803. 1844 folgte Kapitän John Lort Stokes auf der Beagle Flinders’ Route. Er fuhr den Albert River über Dutzende von Kilometer hinauf und war von dem großen Grasland im Hinterland beeindruckt. 1845 erkundete Ludwig Leichhardt die Südküste des Golfs. Edmund Kennedy, der zwischen 1845 und 1848 eine Landroute von Sydney zum Golf von Carpentaria finden sollte, erreichte den Golf nie und starb wie so viele andere Entdecker in Australien während einer Expedition.
Robert O’Hara Burke, William John Wills, John King und Charley Gray erreichten am 9. Februar 1861 über Land von Melbourne kommend die Mangroven an der Flussmündung des Flinders River. Das Wasser war salzig und sie konnten Gezeiten feststellen. Die Mangrovensümpfe entlang der Küste verhinderten jedoch, dass sie das Meer zu Gesicht bekamen. Trotzdem gilt die Expedition von Burke und Wills als die erste Süd-Nord-Durchquerung Australiens – die Männer sollten aber mit Ausnahme von King nicht mehr zurückkehren. Frederick Walker erschloss auf seiner Suche nach Burke und Wills weite Gebiete rund um den Golf.
In den 1860er Jahren wurden am Gulf Country mehrere Rinderzuchtfarmen gegründet. Als erste Siedlung entstand 1865 Burketown am Albert River. Die kleine Stadt wurde am 5. März 1887 von einem Zyklon und Hochwasser fast komplett zerstört und entwickelte sich in der Folge trotz erfolgreichen Exports von Rindfleisch bis nach Batavia und Singapur nur sehr zögerlich. Rund um den Golf und auf den von Aborigines bewohnten Inseln entstanden diverse Missionarsstationen.

## Trivia
In der deutschen Science-Fiction-Serie Raumpatrouille befindet sich die Heimatbasis des Raumschiffes Orion auf dem Grund des Carpentariagolfes, der Start erfolgt durch die Mitte eines künstlich erzeugten Strudels.